# Élections législatives lettonnes de 2010
Les élections législatives lettonnes de 2010 se sont déroulées le 2 octobre 2010 en Lettonie, dans le but d'élire les cent députés siégeant au Saeima. Treize partis ou coalitions, pour un total de mille deux cent trente-neuf candidats, se sont présentés dans les cinq circonscriptions électorales du pays, correspondant aux quatre régions historiques et à la ville de Riga.
La coalition de centre droit du Premier ministre sortant, Valdis Dombrovskis, s'est largement imposée avec près de 60 % des suffrages. C'est donc la seconde fois, après 2006, que le chef du gouvernement obtient un second mandat dans les urnes.

## Contexte

### Menace d'élections anticipées, démission du gouvernement
Au début de l'année 2009, plusieurs personnalités politiques ont estimé que, face aux violentes manifestations dues aux effets dévastateurs de la crise financière mondiale, il était nécessaire de convoquer des élections législatives anticipées, afin de répondre à la colère du peuple. Le président Valdis Zatlers a alors demandé au Saeima d'approuver, d'ici au 31 mars, des réformes de la Constitution et de la loi électorale, faute de quoi il convoquerait un référendum dans le but de faire dissoudre le Parlement.
Bien qu'il ait survécu à une motion de censure le 4 février, le Premier ministre Ivars Godmanis, issu du Premier Parti de Lettonie/Voie lettonne (LPP-LC), démissionne seize jours plus tard, après que ses deux plus importants partenaires de coalition, le Parti populaire (TP) et l'Union des verts et des paysans (ZZS), eurent réclamé sa démission. Il a alors été envisagé de former un gouvernement intérimaire, suivi d'élections anticipées, ce qui a engendré un débat sur l'utilisation de la prérogative présidentielle de dissolution du Saeima par Valdis Zatlers. Le chef de l'État a finalement décidé, le 23 février, de repousser son ultimatum d'une semaine, laissant au Parlement jusqu'au 7 avril 2009 pour adopter les réformes proposées.
La mission confiée au Saeima était d'adopter un amendement constitutionnel permettant au peuple lui-même de dissoudre le Parlement, de modifier la loi électorale et de mettre en place un conseil de surveillance économique pour le plan de relance et les prêts internationaux, tandis que le futur gouvernement devait proposer ledit plan de relance et le mettre en œuvre, nommer un nouveau directeur du conseil de prévention de la corruption, et réformer l'administration publique et gouvernementale. Le chef de l'État a ensuite fait savoir qu'il discuterait avec tous les partis politiques le 31 mars, et qu'il prendrait immédiatement des décisions. Au jour prévu, il déclare renoncer à la dissolution du Saeima, celui-ci ayant convenu d'examiner les amendements réclamés le 9 avril.

### Crise, récession, rigueur
Après avoir connu plusieurs années de forte croissance économique grâce à la consommation intérieur, un dynamique marché de l'immobilier et l'accès facile au crédit, la Lettonie a été violemment touchée par la crise économique mondiale, la croissance s'effondrant de 10,2 % en 2007 à -18 % deux ans plus tard. Le taux de chômage a également bondi de 5 % en avril 2008 à 15 % peu après. Le pays est sauvé de la faillite grâce à des prêts du Fonds monétaire international, de l'Union européenne, de la Banque mondiale, de la BERD et de ses voisins nordiques, en échange desquels il s'est engagé à réduire son déficit public de façon draconienne. Les pensions de retraite sont réduites de 10 %, le traitement des fonctionnaires de 35 %, la fonction publique perd treize mille emplois en dix mois, tandis que l'impôt sur le revenu et la taxe sur la valeur ajoutée augmentent chacun de 3 %.

### Coalition au pouvoir
À la suite de la démission de Godmanis, Valdis Dombrovskis, ancien ministre des Finances d'Einars Repše et alors député européen, est nommé Premier ministre le 12 mars 2009, à la tête d'un gouvernement de coalition réunissant son parti Nouvelle Ère (JL), le Parti populaire (TP), l'Union des verts et des paysans (ZZS), Pour la patrie et la liberté (TB/LNNK) et la nouvelle Union civique (PS). Celle-ci disposait de 67 sièges au Seimas jusqu'au retrait du TP, qui comptait 23 élus, le 17 mars 2010.
Pour le scrutin, la JL et la PS se sont alliés, avec la Société pour une autre politique (SCP) au sein de la coalition « Unité », tandis que ZZS et TB/LNNK ont préféré se présenter en dehors de cette alliance électorale.

## Mode de scrutin
La Saeima se compose de cent députés, élus pour quatre ans au suffrage universel direct suivant les règles du scrutin proportionnel de Sainte-Laguë. Le vote préférentiel est autorisé.
Le pays est divisé en cinq circonscriptions, qui élisent de 32 à 13 députés en fonction de leur population. Seuls les forces politiques remportant au moins 5 % des suffrages exprimés au niveau national sont admises à la répartition des sièges.

### Allocation des sièges par circonscription
| Circonscriptions | Sièges | +/-           |  |
| Riga             | 29     | en stagnation |  |
| Livonie          | 27     | 1             |  |
| Latgale          | 16     | en stagnation |  |
| Zemgale          | 15     | en stagnation |  |
| Courlande        | 13     | 1             |  |
| Total            | 100    | en stagnation |  |

### Modifications de la loi électorale
De nombreuses modifications ont touché la loi électorale à l'occasion de ce scrutin : la « loi locomotive », qui permettait à tout candidat de se présenter dans plusieurs circonscriptions à la fois, favorisant ainsi les partis présentant des candidats populaires, a été abrogée, les nouvelles dispositions limitant les possibilités de se présenter que dans une seule circonscription ; les partis devaient remplir un formulaire d'enregistrement électronique ; les horaires de vote ont été raccourcis, les bureaux fermant désormais à 20h au lieu de 22h ; et le contrôle des dépenses a été renforcée, y compris les dépenses de tiers au profit de certains partis.

## Partis et coalitions
Liste des partis et coalitions présentant des candidats, dans l'ordre retenu par la commission électorale centrale (CVK) :
| Nom français                                                                       | Nom letton                                                         |
| ---------------------------------------------------------------------------------- | ------------------------------------------------------------------ |
| Pour les droits de l'homme dans une Lettonie unie                                  | Par cilvēka tiesībām vienotā Latvijā                               |
| Unité - Société pour une autre politique                                           | VIENOTĪBA                                                          |
| Fabriqué en Lettonie                                                               | Ražots Latvijā                                                     |
| Centre de l'harmonie - Parti de la ville de Daugavpils                             | Politisko partiju apvienība "Saskaņas Centrs"                      |
| Contrôle populaire                                                                 | Tautas kontrole                                                    |
| Union des verts et des paysans - Parti vert de Lettonie                            | Zaļo un Zemnieku savienība                                         |
| Pour une République présidentielle                                                 | "Par prezidentālu republiku"                                       |
| Pour une bonne Lettonie - Pour une bonne Lettonie                                  | Partiju apvienība "Par Labu Latviju"                               |
| Responsabilité - Notre terre                                                       | "ATBILDĪBA — sociāldemokrātiska politisko partiju apvienība"       |
| Daugava – Pour la Lettonie                                                         | Partija "Daugava — Latvijai"                                       |
| Le Dernier Parti                                                                   | "Pēdējā partija"                                                   |
| Alliance nationale « Tout pour la Lettonie ! – Pour la patrie et la liberté/LNNK » | Nacionālā apvienība "Visu Latvijai!" — "Tēvzemei un Brīvībai/LNNK" |
| Union chrétienne-démocrate                                                         | Kristīgi demokrātiskā savienība                                    |

## Débats pré-électoraux
Un grand nombre de débats ont eu lieu sur les différentes chaînes de télévision du pays, impliquant les dirigeants des partis ou une figure de premier plan :
- LNT a organisé sept débats électoraux, donc cinq selon une base régionale. Étaient conviés tous les partis recueillant au moins 2 % d'intentions de vote dans les sondages ;
- LTV a organisé onze débats électoraux, cinq selon une base régionale, cinq par thèmes – finances, prospérité, santé, économie et développement, éducation et culture –, tous avec les partis recueillant au moins 2 % d'intentions de vote, le onzième réunissant les formations n'atteignant pas ce seuil ;
- PBK a organisé deux débats avec seulement quatre partis, ceux qui atteignaient au moins 5 % d'intentions de vote. Le Premier ministre Valdis Dombrovskis, chef de file de la coalition Unité, a refusé de participer au second débat, à la suite de remarques controversées du modérateur lors du premier. Sa coalition a ensuite fait le choix de ne pas le remplacer et est donc restée absente du débat[14].

## Résultats

### Nationaux
|                        |                                                        |           |       |       |        |               |  |  |  |  |  |  |  |  |
| Parti                  | Parti                                                  | Voix      | %     | +/-   | Sièges | +/-           |  |  |  |  |  |  |  |  |
|                        | Unité (V)                                              | 301 429   | 31,90 | 15,42 | 33     | 15            |  |  |  |  |  |  |  |  |
|                        | Centre de l'harmonie (SC)                              | 251 400   | 26,61 | 12,09 | 29     | 12            |  |  |  |  |  |  |  |  |
|                        | Union des verts et des paysans (ZZS)                   | 190 025   | 20,11 | 3,30  | 22     | 4             |  |  |  |  |  |  |  |  |
|                        | Alliance nationale (NA)                                | 74 029    | 7,84  | 0,64  | 8      | en stagnation |  |  |  |  |  |  |  |  |
|                        | Pour une bonne Lettonie (PL)                           | 73 881    | 7,82  | 20,50 | 8      | 25            |  |  |  |  |  |  |  |  |
|                        | Pour les droits humains dans une Lettonie unie (PCTVL) | 13 847    | 1,47  | 4,59  | 0      | 6             |  |  |  |  |  |  |  |  |
|                        | Fait en Lettonie (RL)                                  | 9 380     | 0,99  | Nv.   | 0      | en stagnation |  |  |  |  |  |  |  |  |
|                        | Le Dernier parti (PP)                                  | 8 458     | 0,90  | Nv.   | 0      | en stagnation |  |  |  |  |  |  |  |  |
|                        | Pour une République présidentielle (PPR)               | 7 102     | 0,75  | Nv.   | 0      | en stagnation |  |  |  |  |  |  |  |  |
|                        | Responsabilité (ATBILDIBA)                             | 6 139     | 0,65  | Nv.   | 0      | en stagnation |  |  |  |  |  |  |  |  |
|                        | Contrôle du peuple (TK)                                | 4 002     | 0,42  | Nv.   | 0      | en stagnation |  |  |  |  |  |  |  |  |
|                        | Union chrétienne-démocrate (KDS)                       | 3 488     | 0,37  | N/A   | 0      | en stagnation |  |  |  |  |  |  |  |  |
|                        | Daugava - Pour la Lettonie (ZRP)                       | 1 661     | 0,18  | Nv.   | 0      | en stagnation |  |  |  |  |  |  |  |  |
|                        |                                                        |           |       |       |        |               |  |  |  |  |  |  |  |  |
| Suffrages exprimés     | Suffrages exprimés                                     | 944 841   | 97,69 |       |        |               |  |  |  |  |  |  |  |  |
| Votes blancs et nuls   | Votes blancs et nuls                                   | 20 697    | 2,14  |       |        |               |  |  |  |  |  |  |  |  |
| Enveloppes invalides   | Enveloppes invalides                                   | 1 624     | 0,17  |       |        |               |  |  |  |  |  |  |  |  |
| Total                  | Total                                                  | 967 162   | 100   | –     | 100    | en stagnation |  |  |  |  |  |  |  |  |
| Abstention             | Abstention                                             | 565 157   | 36,88 |       |        |               |  |  |  |  |  |  |  |  |
| Inscrits/Participation | Inscrits/Participation                                 | 1 532 319 | 63,12 |       |        |               |  |  |  |  |  |  |  |  |

## Analyse
La coalition au pouvoir, qui réunissait les partis membres d'Unité, de l'Union des verts et des paysans (ZZS) ainsi que l'Alliance nationale, a remporté 57,68 % des suffrages et 63 sièges au Saeima, en progression de 19 sièges par rapport aux 44 députés qui soutenaient le gouvernement Dombrovskis I. C'est la seconde fois, après les élections législatives de 2006, que le Premier ministre sortant se voit confirmé lors d'élections législatives.
Le gouvernement Dombrovskis II a été formé le 3 novembre suivant et est uniquement constitué d'Unité et de la ZZS.